# The Gans-McGovern Fight
The Gans-McGovern Fight è un cortometraggio muto del 1901. Viene riportato un incontro di pugilato tra Joe Gans e Terry McGovern, non valido per il titolo, vinto per k.o. da McGovern.

## Trama
Il 13 dicembre 1900 in Chicago, Joe Gans si batte con Terry McGovern in match programmato sui sei rounds, terminato nel secondo.

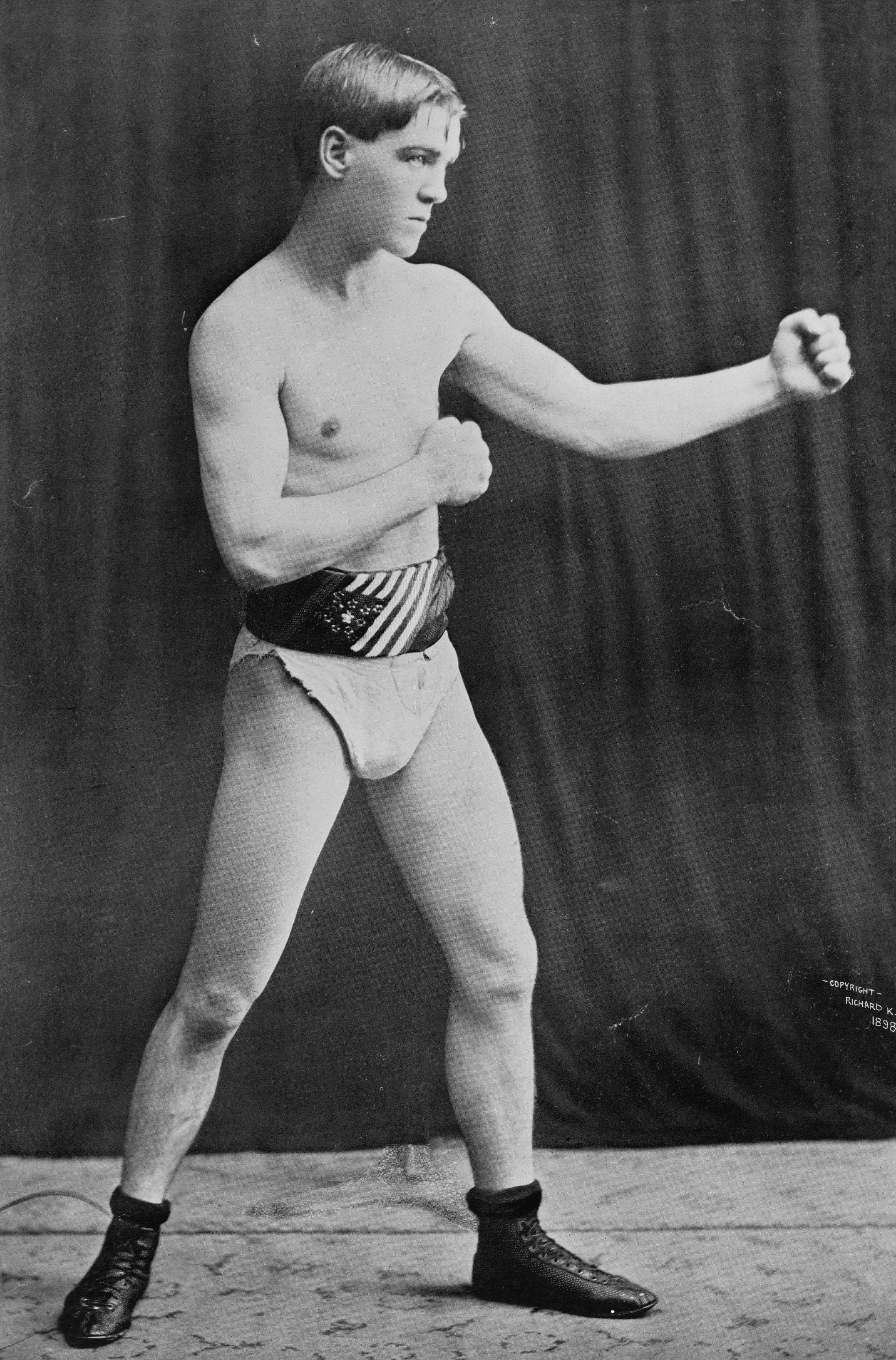
Terry McGovern (1898)
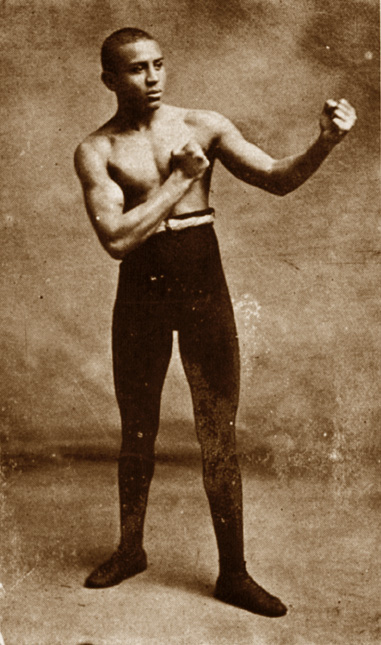
Joe Gans (1899)

## Produzione
Il film fu prodotto e distribuito dalla Selig Polyscope Company, la quale così lo presenta nel suo catalogo: "Ad eccezione di questo film, non ci sono assolutamente pellicole cinematografiche autentiche che rappresentino veri combattimenti a premi sul mercato. I cosiddetti film sui combattimenti a premi vengono girati dagli organizzatori del combattimento e da loro conservati per la proiezione, non in vendita e non possono essere procurati, oppure sono le più audaci riproduzioni false messe in scena il giorno dopo il combattimento da sedicenti combattenti a buon mercato, che si sforzano, al meglio delle loro capacità e sotto la direzione dell'intraprendente fotografo, di rappresentare o riprodurre il più fedelmente possibile lo scontro che si è verificato la sera prima tra i veri principi. È facile vedere quanto poco valore reale abbiano i film prodotti in questi modi per il pubblico medio, che si accorge subito che i cosiddetti principi del combattimento non sono gli uomini che vengono pubblicizzati e che il combattimento non è quello vero. Questa non è solo una foto autentica scattata mentre il combattimento era in corso, ma l'unica foto del genere che può essere procurata e l'unico film che ha rappresentato il Brooklyn Terror, Terrence McGovern, effettivamente impegnato in uno dei suoi combattimenti più famosi. Tutti i nostri sostenitori non approvano i combattimenti a premi, ma tutti devono ammettere che nessun soggetto mostra uno spirito, un movimento, una vita e un'azione così meravigliosi come un combattimento a premi autentico, l'enorme popolarità di cui hanno goduto questi film giustifica i nostri sostenitori nell'investire in una serie di essi. Il combattimento Gans-McGovern ebbe luogo a Chicago nel mese di novembre [sic] del 1900. L'enorme arena era illuminata in modo brillante da oltre 600 archi elettrici, rendendo la scena luminosa come il giorno, e ogni dettaglio, dalle figure all'angolo più remoto dell'auditorium, così come il ring stesso, è raffigurato in modo accurato e veritiero in questo meraviglioso film. Il set completo comprende 600 piedi di pellicola, mostra tutti i preliminari del combattimento, la cura dei protagonisti da parte dei loro secondi e due round di combattimenti rapidi e furiosi come non si erano mai visti sul ring. McGovern ha seguito le sue solite tattiche, è andato a mettere KO il suo avversario senza indugio e, poiché Gans era intelligente da parte sua, una delle più brillanti e meravigliose esibizioni di sparring mai viste è stata catturata dalla nostra telecamera ed è qui riprodotta a beneficio dei nostri clienti". Tuttavia, edizione successiva inizia con titolazione Forrest Brown presents.